# Алёшкино (Владимирская область)
Алёшкино — упразднённая деревня в Киржачском районе Владимирской области России.

## География
Урочище находится в западной части области, в зоне хвойно-широколиственных лесов, к югу от автодороги 17Н-122, на расстоянии примерно 17 километров (по прямой) к северо-северо-востоку от города Киржача, административного центра района.

### Климат
Климат характеризуется как умеренно континентальный, с умеренно тёплым летом, холодной зимой, короткой весной и облачной, часто дождливой осенью. Среднегодовая многолетняя температура воздуха составляет +4 °С. Средняя температура воздуха самого тёплого месяца (июля) — +17 °C (абсолютный максимум — +35 °C); самого холодного (января) — −9,3 °C (абсолютный минимум — −46 °C). Годовое количество атмосферных осадков составляет 561 миллиметров, из которых большая часть выпадает в тёплый период.

## История
В «Списке населенных мест Владимирской губернии по сведениям 1859 года» населённый пункт упомянут как владельческая деревня Александровского уезда, расположенная при колодцах, в 15 верстах от уездного города. В деревне насчитывалось 10 дворов и проживало 83 человека (43 мужчины и 40 женщин).
По состоянию на 1905 год, в Алёшино имелось 14 дворов и проживало 112 человека. В административном отношении деревня входила в состав Андреевской волости.
По данным 1926 года в деревне имелось 17 хозяйств и проживало 97 человек (49 мужчин и 48 женщин). Являлась частью Рясницкого сельсовета.
На момент упразднения входила в состав Кипревского сельсовета Киржачского района. Упразднена решением облисполкома № 773 от 26 июня 1974 года как фактически не существующая.